# 邓志平
邓志平（1964年5月—），江西新干人，生于四川峨眉山市，中国人民解放军中将。
1984年，邓志平作为侦察部队一员，参加收复老山的战斗，并荣立二等功。曾任成都军区司令部军务部部长。2012年9月，任陆军第14集团军副军长兼参谋长。2014年9月任集团军副军长。2015年9月，在纪念中国人民抗日战争暨世界反法西斯战争胜利70周年大会中，担任百团大战“白刃格斗英雄连”英模部队方队领队，阅兵后任成都军区副参谋长。2016年1月改任西部战区副参谋长。2021年3月任陆军副司令员。
2013年7月晋升少将军衔。2021年3月晋升中将军衔。
2024年6月6日，因涉嫌严重違紀違法，被罢免第十四届全国人民代表大会代表职务。